# Tetreres porrectus
Tetreres porrectus är en ringmaskart som först beskrevs av Ehlers 1908.  Tetreres porrectus ingår i släktet Tetreres och familjen Sabellariidae. Inga underarter finns listade i Catalogue of Life.